# Bénesse-lès-Dax
Bénesse-lès-Dax är en kommun i departementet Landes i regionen Nouvelle-Aquitaine i sydvästra Frankrike. Kommunen ligger i kantonen Dax-Sud som tillhör arrondissementet Dax. År 2022 hade Bénesse-lès-Dax 582 invånare.

## Befolkningsutveckling
Antalet invånare i kommunen Bénesse-lès-Dax
Referens:INSEE